# Scaptia aureopygia
Scaptia aureopygia är en tvåvingeart som beskrevs av Philip 1967. Scaptia aureopygia ingår i släktet Scaptia och familjen bromsar.
Artens utbredningsområde är Bolivia. Inga underarter finns listade i Catalogue of Life.